# Kartuizerklooster Bethlehem

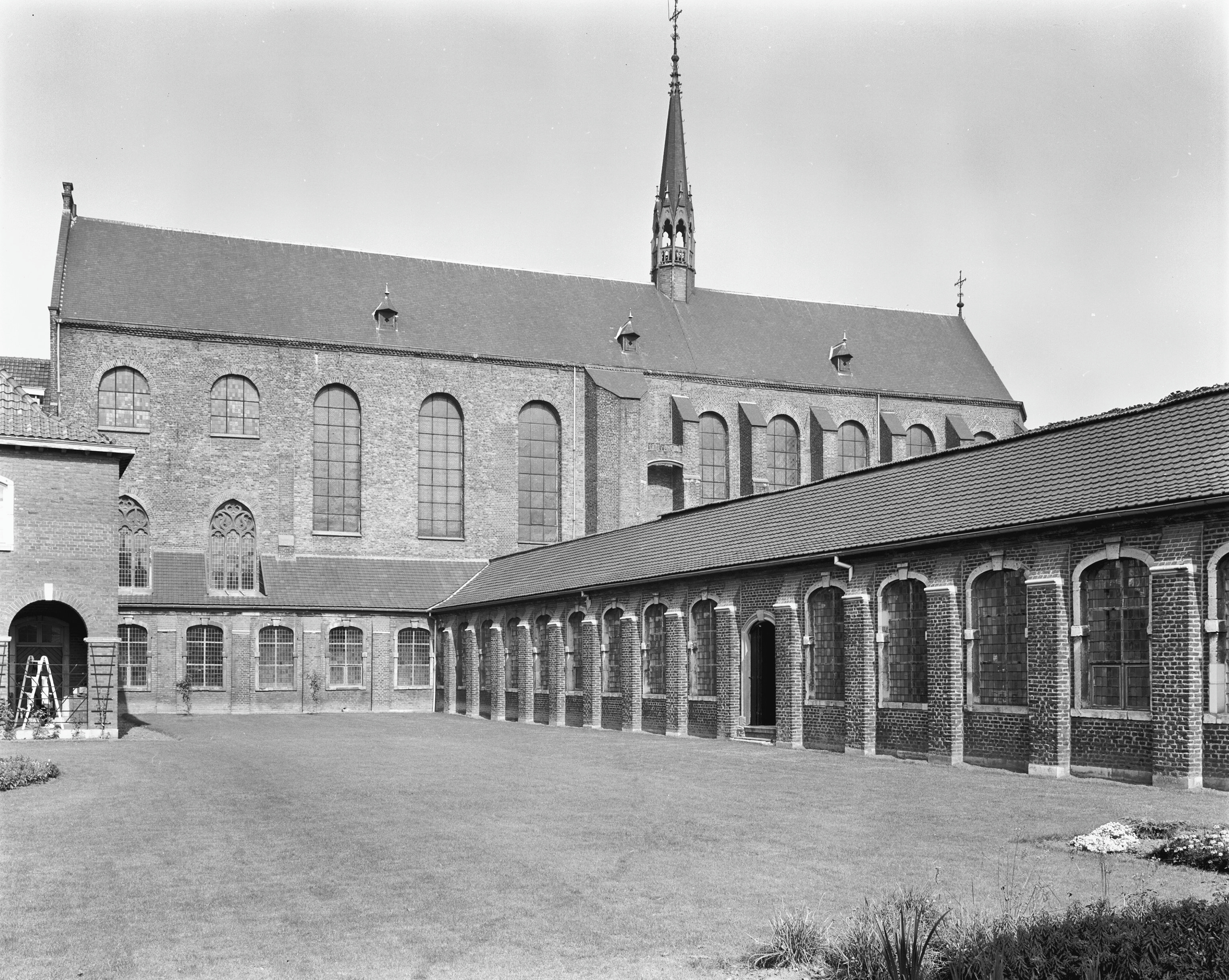
Kloostergang en kapel

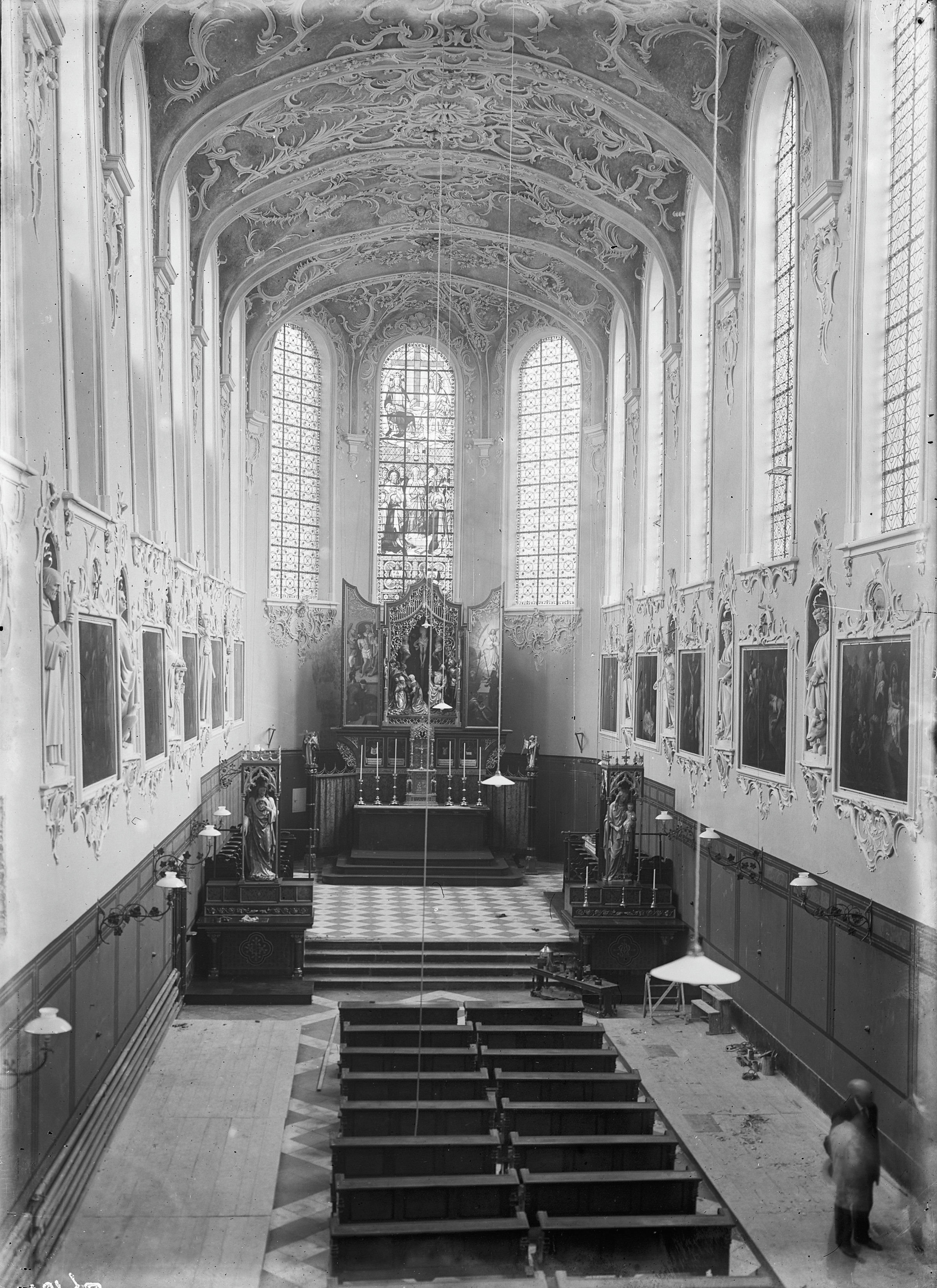
Stucwerk in de Caroluskapel

Het kartuizerklooster Bethlehem (voluit: Onze Lieve Vrouwe van Bethlehem) is een kartuizerklooster te Roermond dat bestond van 1376 tot 1783. De gebouwen zijn gelegen op de hoek van de huidige Swalmerstraat en de Bethlehemstraat.

## Geschiedenis
Het klooster werd gesticht in 1376 door monniken uit Keulen, die in Roermond een plaats kregen aangeboden door Werner van Swalmen. Deze had in 1368 een pelgrimage naar het Heilige Land gemaakt en daarna in 1370 een kapel opgericht die herinnerde aan de Geboortekerk te Bethlehem. Deze kapel werd de Bethlehemkapel genoemd. Volgens een legende zou de plaats waar deze kapel werd gebouwd door Onze-Lieve-Vrouw zijn aangewezen. Het was een wat ongure plaats die als In de Steghe werd aangeduid. Door hertog Eduard van Gelre werden de tienden van Posterholt aan de kapel geschonken.
De kartuizers bouwden hun klooster naast de Bethlehemkapel. De monniken beloofden dagelijks in deze kapel te bidden.
In 1391 kwam er een priester die in de Bethlehemkapel ook missen opdroeg voor de gelovigen van buiten het klooster.
De monniken hielden zich bezig met tal van ambachten, zoals het overschrijven van boeken en het vervaardigen van rozenkransen uit beenderen. Daarnaast werkten er ook diverse toonaangevende theologen zoals Dionysius van Rijkel.
Tweemaal is het klooster getroffen door een grote brand, namelijk op 16 juli 1554 en op 31 mei 1665.
Op 22 juli 1572 veroverde Willem van Oranje de stad Roermond op de Spanjaarden. Er werden toen twaalf kartuizers vermoord, de Martelaren van Roermond. Dit wekte een golf van verontwaardiging in geheel Europa. De gebeurtenis werd in tal van kunstwerken vastgelegd.
Roermond kwam uiteindelijk aan de Zuidelijke Nederlanden als Spaans Opper Gelre, en het klooster kon blijven voortbestaan. Na de Oostenrijkse Successieoorlog kwam het bij Oostenrijk. In 1783 werd het klooster opgeheven, in het kader van de politiek van keizer Jozef II, die contemplatieve orden verbood. Drie jaar later was de laatste monnik vertrokken. Enkelen zijn franciscaan geworden of trachtten een individueel monnikenbestaan te leiden.
Van 1786–1797 woonden hier de norbertinessen uit het adellijk stift St. Gerlach in Houthem-Sint Gerlach. Zij waren gedwongen te verhuizen door een overeengekomen ruil van territoria tussen Oostenrijk en de Hollandse Republiek.
Vanaf 1841 hebben de gebouwen dienstgedaan als grootseminarie van het bisdom Roermond. In 1968 verhuisde het seminarie naar Heerlen. Daarna werden de gebouwen verhuurd aan de Rijksgebouwendienst. De Caroluskapel werd eind jaren zestig en jaren zeventig gebruikt voor de diensten van de Jonge Kerk, een progressieve katholieke geloofsgemeenschap. De voormalige kloosterkerk, in 1841 gewijd aan de heilige Carolus Borromeüs, werd gerestaureerd en in 1986 weer in gebruik genomen als kerk. In de kloostergebouwen zijn tegenwoordig de kantoren van het bisdom Roermond gehuisvest.

## Gebouw
De cellen, eigenlijk vrij grote huisjes, waarin de kartuizers woonden, zijn gesloopt. Ook de Bethlehemkapel bestaat niet meer. Men is voornemens een cel op het terrein na te bouwen.
De oorspronkelijk uit de 15e eeuw stammende kloosterkerk staat tegenwoordig bekend als de Caroluskapel. Deze heeft een 18e-eeuws rococoplafond, wat uniek is voor Nederland. Voorts is er een laatgotische koperen lezenaar uit het begin van de 16e eeuw. In deze kerk worden ook de relieken van de Martelaren van Roermond bewaard. De kapel bezit een Robustelly-orgel uit 1760/1763.
Er is een kloostergang uit de 18e eeuw. Voorts zijn de kapittelzaal en de refter nog gebleven. Het gehele complex is een rijksmonument.
De voormalige kloostertuin is tegenwoordig ingericht als Stadspark De Kartuis. Dit park van slechts 8000 m2 is in 1986 aangelegd. Het ligt binnen de oude kloostermuren en bevat in de bodem tal van archeologische overblijfselen van het klooster. Meer recent zijn de devotiekapelletjes die in de 19e eeuw zijn gebouwd. Er staan ook enkele eigentijdse beelden.

## Archeologisch onderzoek
In 2006 werd door SOB Research een archeologische opgraving uitgevoerd in het westelijke deel van de voormalige kloostertuin. Er werden 5 monnikscellen aangetroffen van elk circa 7 x 7 meter bestaande uit een grote kamer en twee kleinere ruimtes. De monniken bleken elk een eigen latrine tot hun beschikking te hebben. In de 15de eeuw breidde het klooster uit, wat kon worden aangetoond op basis van de vondst van twee nieuwe monnikscellen. 
Op basis van het vondstmateriaal dat werd aangetroffen in beerputten kon worden geconcludeerd dat de monniken met name vis aten. Zij mochten vanuit hun leer dan ook geen vlees eten. Er werden wel runder-, schapen- en varkensbotten aangetroffen, maar deze werden wellicht gehouden voor de melk/wol, of voor consumptie door andere bewoners van het klooster. In de beerpunten werden restanten aangetroffen van de productie van benen kralen.

## Boeken
- Het geheim van de stilte. De besloten wereld van de Roermondse kartuizers. Krijn Pansters (red.), Uitg. Waanders, Zwolle, 2009. (ISBN 978-90-400-8488-1).
- The Carthusians in the Low Countries. Studies in Monastic History and Heritage. Krijn Pansters (ed.), Peeters, Leuven, 2014 (ISBN 978-90-429-3180-0).
- Archeologische Opgraving Bethlehemstraat - Voogdijstraat, Roermond. J.E.M. Wattenberghe, Heinenoord, 2011 (ISBN 978-94-6192-020-1).